# Dannknopf
Dannknopf är ett berg i Österrike.   Det ligger i distriktet Spittal an der Drau och förbundslandet Kärnten, i den centrala delen av landet, 300 km sydväst om huvudstaden Wien. Toppen på Dannknopf är 2 142 meter över havet.
Terrängen runt Dannknopf är huvudsakligen mycket bergig. Närmaste större samhälle är Lienz, 15,8 km väster om Dannknopf. 
I omgivningarna runt Dannknopf växer i huvudsak blandskog. Runt Dannknopf är det ganska glesbefolkat, med 29 invånare per kvadratkilometer.